# Confederación Hidrográfica del Cantábrico
La Confederación Hidrográfica del Cantábrico es un organismo de cuenca intercomunitaria creado por el Real Decreto 266/2008, al modificar esta norma la Confederación Hidrográfica del Norte y dividirla en la Confederación Hidrográfica del Miño-Sil y la del Cantábrico, siendo cada una de estas dos últimas en su ámbito territorial la sucesora a título universal en los bienes, derechos y obligaciones de la Confederación Hidrográfica del Norte.

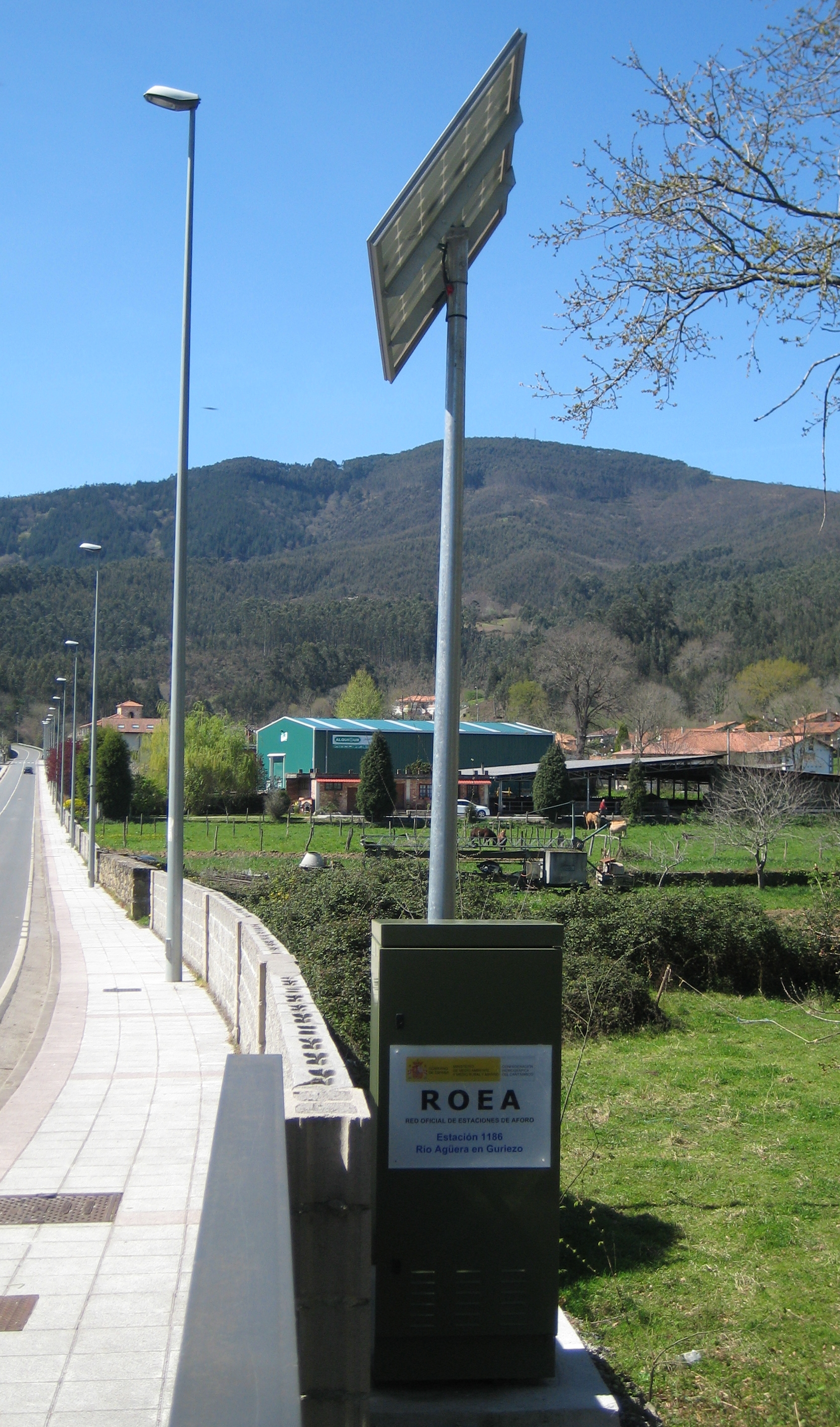
Estación de aforo junto al río Agüera.

El Texto Refundido de la Ley de Aguas (aprobado por Real Decreto-Legislativo 1/2001 del 20 de julio de 2001) la define como una entidad de derecho público con personalidad jurídica propia y distinta del Estado, adscrito a efectos administrativos al Ministerio de Transición Ecológica y Reto Demográfico a través de la Dirección General del Agua, perteneciente a la Secretaría de Estado de Medioambiente, como organismo autónomo con plena autonomía funcional.
Desempeña un importante papel en su demarcación hidrográfica, dado que, entre otras funciones, se encarga de la planificación hidrológica, la gestión de recursos y aprovechamientos, la protección del dominio público hidráulico, las concesiones de derechos de uso privativo del agua, el control de calidad del agua, el proyecto y ejecución de nuevas infraestructuras hidráulicas, los programas de seguridad de presas, bancos de datos,…

## Demarcaciones hidrográficas

### Demarcación hidrográfica del Cantábrico
Su demarcación hidrográfica, según el Real Decreto 125/2007, comprendía el territorio de las cuencas hidrográficas de los ríos que vierten al mar Cantábrico, desde la desembocadura del río Eo, incluida la de este río, hasta la frontera con Francia, junto con sus aguas de transición, excluido el territorio de la subcuencas vertientes a la margen izquierda de la ría del Eo y excluido el territorio y las aguas de transición asociadas de las cuencas internas del País Vasco. Incluía además el territorio español de las cuencas de los ríos Nive y Nivelle. Las aguas costeras tienen como límite oeste la línea con orientación 0º que pasa por Punta de Peñas Blancas, al oeste de la ría del Eo, y como límite este la línea con orientación 2.ª que pasa por Punta del Covarón, en el límite entre las comunidades autónomas de Cantabria y País Vasco".
Su demarcación hidrográfica comprende, de oeste a este, los cauces de los ríos Eo, Río Porcia, Navia, Esva, Narcea, Nalón, Sella, Deva, Nansa, Saja, Besaya, Pas, Miera, Asón, Agüera, Nervión, Oria, Urumea y Bidasoa, comprendiendo una superficie total de 20.831 km² repartidos en un total de 10 provincias, correspondientes a seis comunidades autónomas: la práctica totalidad de Asturias, una parte importante de Cantabria y reducidas extensiones de Galicia, Castilla y León, País Vasco y Navarra. En total, la demarcación afecta a más de dos millones de habitantes, de los que gran parte pertenecen a Asturias y Cantabria.

### Demarcación hidrográfica del Cantábrico Occidental y Demarcación hidrográfica del Cantábrico Oriental
Por el Real Decreto 29/2011 se procedió a delimitar la Demarcación Hidrográfica del Cantábrico Occidental y la Demarcación Hidrográfica del Cantábrico Oriental.